# اولین ماوولی
اولین ماوولی (انگلیسی: Evelyn Mawuli؛ زادهٔ ۲ ژوئن ۱۹۹۵) بازیکن بسکتبال اهل ژاپن است.
وی در مسابقات کشوری و بین‌المللی در مجموع برندهٔ ۳ مدال طلا، ۲ مدال نقره، ۱ مدال برنز شده‌است.